# Словенка (филм)
„Словенка“ је словеначки филм из 2009. године. Режирао га је Дамјан Козоле, а сценарио су писали Дамјан Козоле и Матевж Лузар.
Филм је премијерно приказан на Сарајево Филм Фестивалу 18. августа 2009. године.

## Радња
Млада љубљанска студенткиња Александра је девојка која под псеудонимом Словенка преко новинских огласа нуди сексуалне услуге. Родом је из провинциског места Кршко. Александра мрзи мајку и поштује оца пропалог рокера, вешта је у лагању и ситним крађама, студира енглески језик и верује да ће јој новац зарађен проституцијом помоћи у остварењу животних планова. Александра жели искористити и све могућности које јој пружа живот у метрополи, а да би то остварила одржава сексуалне везе с низом клијената међу којима је и немачки политичар. Но кад он пред њом умре од срчаног удара, Александра одлучи побећи при томе неопрезно оставивши неколико компромитирајућих трагова.
Александра има животне планове, али живот није тако једноставан како је она наивно очекивала.

## Улоге
| Глумац                 | Улога                            |
| ---------------------- | -------------------------------- |
| Нина Иванишин          | Александра                       |
| Петер Мусевски         | Едо                              |
| Примож Пирнат          | Здравко                          |
| Маруша Кинк            | Весна (Александрина пријатељица) |
| Урош Фирст             | Грегор                           |
| Дејан Спасић           | Миле                             |
| Аљоша Ковачић          | Питер                            |
| Андреј Муренц          | Миха                             |
| Алеш Валич             | Професор Мрак                    |
| Марјута Сламич         | Банкарски службеник              |
| Иво Годнић             | Хелмут                           |
| Седрик Бреле фон Сидов | Човек из Париза                  |
| Валтер Драган          | Валтер                           |
| Данијел Малалан        | Италијан                         |
| Филип Џејмс Бирт       | Мајк                             |

## Награде
- Валенсија филм фестивал 2009. (Шпанија) - Награда за најбољу глумицу Нину Иванишин[1][2][5]
- Лес Арцс филм фестивал 2009. (Француска) - Награда за најбољу глумицу Нину Иванишин[1][5]

## фестивали
Филм је приказан на више од 100 фестивала,а неки од њих су:
- Сарајево филм фестивал 2009. - Конкуренција[1][5]
- Лондон Филм Фестивал 2009.[5][2]
- Торонто филм фестивал 2009. - Програм Савремени светки филм[1][2]
- Рејкајвик филм фестивал  2009. - Програм Отворена мора[1]
- New Cinema Филм фестивал 2009. - Програм Међународна панорама[1]
- Варшава филм фестивал 2009. - Конкуренција[1]
- Сао Паоло Филм Фестивал 2009.[1]
- Филмски фестивал у Солуну 2009. - Програм Балкански преглед[1]
- Филмски фестивал у Трсту 2010. - Конкуренција[1]
- Ротердам филм фестивал 2010.- Службена селекција - програм Спектрум[1][2][5]
- Софиа Филм Фестивал 2010.[1]
- Минхен Филм Фестивал 2010.[1]
- Међународни филмски Фестивал у Кливленду 2010.[1]